# St. Bartholomäus (Memmelsdorf)

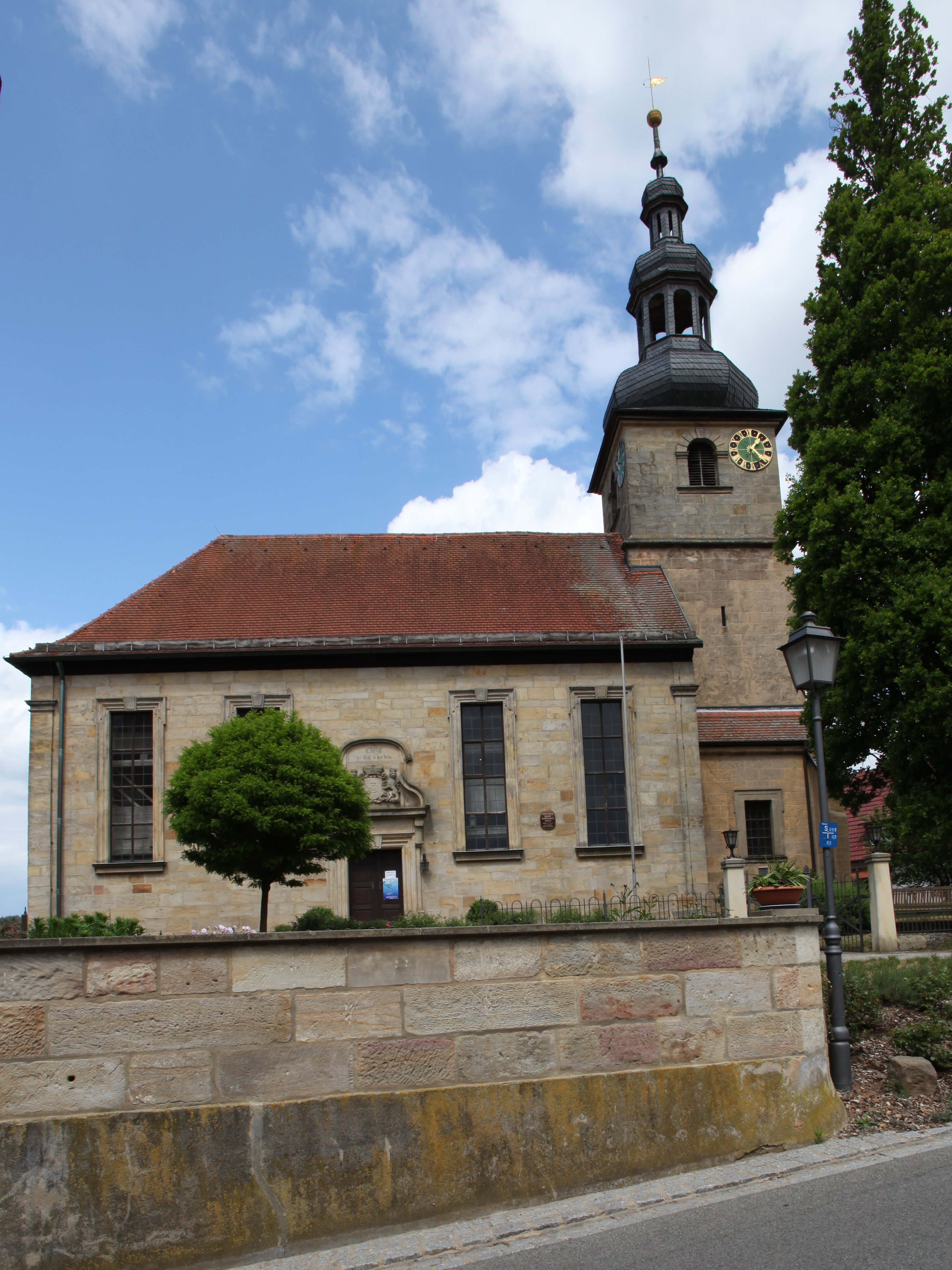
St. Bartholomäus (Memmelsdorf)

Die denkmalgeschützte evangelische Pfarrkirche St. Bartholomäus steht in Memmelsdorf in Unterfranken, einem Gemeindeteil der Gemeinde Untermerzbach im Landkreis Haßberge (Unterfranken, Bayern). Der Kern des Chorturms entstand im 15. Jahrhundert. Die Kirche gehört zur Pfarrei Untermerzbach im Dekanat Rügheim im Kirchenkreis Bayreuth der Evangelisch-Lutherischen Kirche in Bayern.

## Beschreibung
Der spätgotische Chorturm und die an seiner Nordwand angebaute Sakristei der Saalkirche stammen vom Ende des 15. Jahrhunderts. An ihn wurde 1721/22 das Langhaus mit fünf Jochen aus Quadermauerwerk nach einem Entwurf von Johann Georg Salb und Georg Andreas Brückner angebaut und der Chorturm um ein Geschoss, das die Turmuhr und den Glockenstuhl beherbergt, aufgestockt und mit einer dreifachen, schiefergedeckten Welschen Haube versehen. Das Satteldach des Langhauses ist im Westen abgewalmt. Das Portal an der Südseite des Langhauses ist mit einem Sprenggiebel bedeckt, der ein Wappen mit der Jahreszahl 1721 umrahmt. 
Die Deckenmalerei zeigt die Taufe Jesu und das Abendmahl. Der Stuck im Innenraum, der doppelstöckige Emporen an drei Seiten hat, stammt aus der Bauzeit. Die Brüstung an der Kanzel ist mit Bildern der vier Evangelisten und des Bartholomäus bemalt.